# Psychoza III
Psychoza III (ang. Psycho III) – amerykański thriller z 1986 roku, drugi sequel Psychozy Alfreda Hitchcocka. Odtwórca głównej roli Normana Batesa, Anthony Perkins, pojawia się także w charakterze reżysera filmu.

## Obsada
- Anthony Perkins jako Norman Bates
- Diana Scarwid jako Maureen Coyle
- Roberta Maxwell jako Tracy Venable
- Jeff Fahey jako Duane Duke
- Hugh Gillin jako szeryf John Hunt
- Robert Alan Browne jako Ralph Statler
- Lee Garlington jako Myrna
- Juliette Cummins jako Red
- Katt Shea jako Patsy Boyle
- Janet Leigh jako Marion Crane (zdjęcia archiwalne)
- Claudia Bryar jako Emma Spool (zdjęcia archiwalne)

## Fabuła
W motelu Normana Batesa pojawia się Maureen Coyle, która właśnie opuściła klasztor. Maureen, była zakonnica, tkwiąc w kryzysie psychicznym, zdecydowała odebrać sobie życie, chcąc wyskoczyć z klasztornej wieży. Odratować próbowała ją jedna z sióstr, która przypadkowo została wypchnięta z wieży i umarła. Dziewczyna znajduje się w silnej depresji i postanawia podciąć sobie żyły. Z aktu samobójczego ratuje ją Norman, stając się przy okazji lokalnym bohaterem. Niestety, dobra passa Batesa nie trwa długo i wkrótce na terenie motelu ponownie zaczyna dochodzić do okrutnych morderstw.
Nowy współpracownik Normana, kobieciarz i gitarzysta Duane Duke, poznaje w lokalnym barze natrętną dziennikarkę Tracy Venable, która pracuje nad artykułem o psychopatycznych mordercach wypuszczonych z zakładów zamkniętych. Kobieta rozmawia z Duane'm na temat jego pracodawcy i obwinia go o zaginięcie Emmy Spool. Rozmowa zostaje zakończona, gdy Duane'm zaczyna interesować się jedna z dziewcząt z baru, seksowna Red. Dziewczyna zostaje zaproszona przez niego do motelu Batesa, lecz po odbyciu stosunku seksualnego, arogancki Duane rozkazuje jej opuścić placówkę. Red, w trakcie wzywania taksówki, zostaje zamordowana przez Normana - w przebraniu własnej matki.
Następnego dnia w motelu z powrotem pojawia się Maureen - odratowana. Norman pozwala jej zatrzymać się w swoim hotelu, ponieważ przypomina mu ona swoją wcześniejszą i zarazem najsłynniejszą ofiarę, zamordowaną pod prysznicem Marion Crane - Maureen nosi te same inicjały, M.C., również jest niewielkiego wzrostu, krótko ściętą blondynką. W międzyczasie w motelu zjawia się grupa hałaśliwych fanów futbolu oraz Tracy, która zamierza przeprowadzić z Normanem rozmowę na temat jego przeszłości, lecz zostaje przez niego wygnana ze swojej posesji. Wieczorem Norman i Maureen wybierają się do restauracji i spędzają romantyczny wieczór przy butelce wina i nastrojowej muzyce. W tym czasie Tracy przeszukuje dawne mieszkanie pani Spool i natrafia na numer telefonu do motelu Batesa, spisany na okładce jednego z magazynów. Po powrocie do motelu, Norman i Maureen odkrywają, że większość z przybyłych do placówki jest w trakcie alkoholowej libacji. Maureen i Norman trafiają do pokoju dziewczyny i zasypiają w swoich ramionach - zaledwie, gdyż oboje - zagubieni - nie są gotowi na wszczęcie pożycia erotycznego. Maureen zostaje pewien czas później obudzona przez Patsy, jedyną trzeźwą i stonowaną przybyłą do motelu, która ostrzega ją, by zamknęła drzwi do swojego pokoju. Po krótkim dialogu z Maureen, Patsy ginie nieoczekiwanie z rąk przebranego Normana. Psychopata ukrywa jej ciało w pojemniku na lód, a wcześniej spławia Maureen, która przybywa do jego posiadłości z nadzieją na kontynuację romantycznego wieczoru.
Następnego poranka, w motelu zjawia szeryf Hunt i zgłasza zaginięcie Patsy, oskarżając Normana. Maureen usprawiedliwia go, dając mu alibi pod postacią rzekomo spędzonej z nim nocy. Tracy ostrzega jednak Maureen przed Batesem i ta, zawiedziona, decyduje się zamieszkać u Ojca Briana, który opiekował się nią w szpitalu. Następnie Norman odnajduje list od swojej „matki”, która prosi go o przybycie do motelowego pokoju nr 12. Na miejscu okazuje się, że jej zwłoki wykradł Duane, który szantażuje Normana, żądając nieskromnej odpłaty oraz grożąc zgłoszeniem sprawy na policję. Norman i Duane wdają się w bójkę, z której drugi z mężczyzn nie wychodzi obronną ręką - ginie, zabity własną gitarą. Bates obwinia o popełnienie zbrodni „matkę”, lecz wkrótce później topi zwłoki Duane’a i Patsy na pobliskich bagnach. Tymczasem Tracy dowiaduje się, że Emma Spool, podobnie ja Norman, była niegdyś oskarżona o morderstwo.
W mieszkaniu Normana zjawia się Maureen, która zdaje sobie sprawę, że Norman jest jej bratnią duszą. Przybycie kobiety wprawia we wściekłość „matkę” Normana i zostaje ona przypadkowo zepchnięta ze schodów; ginie, nadziewając się na figurkę Kupidyna, wieńczącą fragment poręczy. Na miejscu zjawia się Tracy i odnajduje zwłoki Coyle. Wtem zostaje zaskoczona przez Normana, przebranego za swoją matkę, i próbuje uciec. Ponieważ drzwi frontowe są zamknięte, udaje się na piętro, w trakcie ucieczki wyjaśniając psychopacie kilka faktów z życia jego i jego krewnych: Emma Spool była w rzeczywistości jego ciotką, która zakochała się w mężu swojej siostry, Normy - matki Batesa. Emma miała poważne problemy psychiczne, dlatego zabiła ojca Normana i porwała jego syna jako dziecko, wierząc, że powinien on być jej latoroślą. Tracy trafia do pokoju „matki” Normana, gdzie też zastaje jej zmumifikowane ciało. „Matka” nakłania syna do mordu na dziennikarce, lecz ten ostatecznie brutalnie atakuje zasiadające na bujanym fotelu zwłoki Emmy...
W ostatniej scenie Norman Bates stwierdza, że został nareszcie uwolniony. Psychopata zostaje odsunięty z własnej posesji przez policję, trzymając jednak w dłoni odciętą dłoń Emmy i uśmiechając się złowieszczo.

## O filmie
Film zaczęto kręcić 28 czerwca 1985 roku w wytwórni Universal Studios w Los Angeles. Odtwórca głównej roli i reżyser, Anthony Perkins, usiłował stylistycznie przybliżyć swój film do oryginalnej Psychozy – wyreżyserowanej dwie i pół dekady wstecz przez wirtuoza Alfreda Hitchocka. Według krytyki, udało mu się to i film został zakorzeniony w genezie pierwszego filmu z serii, a nie sequela – Psychozy II. Film uatrakcyjniono jednak o pewien dość nowatorski jak dla serii element, a mianowicie zrealizowano go w konwencji filmowego slashera, podgatunku horroru, popularnego szczególnie w okresie lat osiemdziesiątych, czyli podczas nagrywania filmu.
W filmie znajdują się nawiązania do hitchcockowskiej Psychozy. Jednym z popularniejszych przykładów jest dialog Normana Batesa i byłej zakonnicy Maureen Coyle, podczas której Bates wypowiada słynne zdanie z oryginału: Wszyscy czasem trochę wariujemy (ang. We all go a little mad sometimes). Innym nawiązaniem, lecz już do klasyka Hitchcocka Zawrót głowy, jest scena otwierająca film, rozgrywająca się w wieży klasztoru zakonnego.